# Анапурна
Анапурна (Санскрит, Непаски: अन्नपूर्णा) је низ планинских врхова у Непалу  на ланцу Хималаја, од којих највиши, Анапурна I, једна је од укупно четрнаест планина виших од 8000 метара, и са 8091 m надморске висине десети је највиши врх на свету. Налази се источно од великог кањона реке Кали Гандаки, која га дели од масива Даулагири.
अन्नपूर्णा Анапурна је санскритски назив који дословно значи "испуњена храном", али редовно се преводи као "Богиња жетве". У Хиндуизму, Аннапурна је богиња плодности и пољопривреде и аватар Дурге.
Целокупни масив и околна подручја заштићени су унутар 7629 km² "Пројекта заштићене зоне Анапурна" (Анапурна Конзервејш Ареа Проџект, АКАП'), прве и највеће заштићене зоне у Непалу, коју је 1986. утемељила Фондација Краља Махендре за очување природе. Заштићена зона Анапурна садржи неколико значајних стаза за трекинг, укључујући и Анапурна Круг.
Због односа од 40% између укупног броја алпиниста и страдалих пењача, углавном ради честих лавина, Анапурна се сматра најопаснијом планином на свету.

## Опис
Масив Анапурна садржи шест главних врхова изнад 7200 м:
| Врх          | Висина | Ранг                 | Координате                                          |
| ------------ | ------ | -------------------- | --------------------------------------------------- |
| Анапурна I   | 8091 м | 10. највиши на свету | 28° 35′ 42″ С; 83° 49′ 08″ И / 28.595° С; 83.819° И |
| Анапурна II  | 7937 м | 16. највиши на свету | 28° 32′ 20″ С; 84° 08′ 13″ И / 28.539° С; 84.137° И |
| Анапурна III | 7555 м | 42. највиши на свету | 28° 35′ 06″ С; 84° 00′ 00″ И / 28.585° С; 84.000° И |
| Анапурна IV  | 7525 м |                      | 28° 32′ 20″ С; 84° 05′ 13″ И / 28.539° С; 84.087° И |
| Гангапурна   | 7455 м | 59. највиши на свету | 28° 36′ 22″ С; 83° 57′ 54″ И / 28.606° С; 83.965° И |
| Анапурна Југ | 7219 м | 101.највиша на свету | 28° 31′ 05″ С; 83° 48′ 22″ И / 28.518° С; 83.806° И |

## Успони

### Анапурна I
Анапурна I је био први освојени врх изнад 8000 метара висине. Морис Ерцег и Луј Лаченал, чланови француске експедиције (остали чланови: Лионел Теро, Гастон Рéбуфат, Марсел Исак, Жан Кузи, Марсел Шац, Жак Удот, Франсис де Нуел), врх су освојили 3. јуна 1950, (забележено у документарном филму — "Победа на Анапурни", Марсела Исака ), што је до освајања Монт Евереста три године касније, био највиши освојени врх, иако су без успона на сам врх, 1920-их на Евересту већ постигнуте висине од 8500 м.
Године 1970, Јужном страном Анапурне први су се попели Дон Виљанс и Дугал Хастон, чланови британске експедиције, предвођене Крисом Бонингтоном, чији је члан Јан Клоуг погинуо при силаску. Само неколико дана раније, други успон на Анапурну постигла је експедиција британске војске коју је предводио Хенри Деј.
Године 1978, америчка женска хималајска експедиција, предвођена Арленом Блум, постала је први амерички тим који је освојио Анапурну, посебно истакнут својим искључиво женским саставом.
Први тим, у саставу Вера Комаркова, Ирене Милер и Шерпе Мингма Теринг и Кеванг Рингинг, попео се на врх 15. октобра, док су чланице другог тима, у саставу Алисон Кадвик-Онyскивик и Вера Вотсон, погинуле при успону.
Дана 3. фебруара 1987, пољски пењачи Јерзy Кукушка и Артур Хајзер, постигли су први зимски успон на Анапурну. Први самостални успон остварио је 2007. словенски пењач Томаж Хумар.
Са 54% погинулих од укупног броја пењача до 2005, постигнуто је само 105 успешних освања врхунца, с губитком 56 живота, већином ради лавина по којима је планина позната. Између осталих, на Анапурни су погинули Анатоли Боукрејев 1997, Кристијан Кунтнер 2005. и Инаки Очоа 2008.

### Остали врхови
Анапурну II, на источном крају ланца, први је пут 1960. освојио британско-индијско-непалски тим, предвођен Џимијем Робертсом, док су се на сам врх преко западног гребена из смера севера попели Ричард Грант, Крис Бонингтон, и Шерпа Анг Нyима. У аспектима елевације, изолације, и топографске истакнутости (2437 м), Анапурна II није много нижи или једноставнији врх од Анапурне I. Ради се о потпуно самосталној планини, упркос тесној повезаности с Анапурном I, коју истичу називи тих планина.
Анапурну III први је пут 1961. освојила индијска експедиција коју је предводио капетан Мохан Синг Кохли преко североисточне стране. Осим вође експедиције на врх су се тада попели и Сонам Гатсо и Сонам Гирми.
Анапурну IV, крај Анапурне II, прву је преко северне стране и северозападног гребена освојила 1955. Немачка експедиција у саставу Хајнц Стајнмец, (вођа експедиције) Харалд Билер и Јирген Вељенкамп.
Гангапурна је први пута освојена 1965, када се на врх преко источног гребена попео немачки једанаесторочлани тим предвођен Гинтером Хаусером.
Анапурна Југ (такођер позната као Анапурна Дакшин или Модице) освојио је преко северног гребена 1964. јапански тим у саставу С. Ујео и Мингма Церинг.
Хјунчули (6441 м), оближњи врх источно од Анапурне Југ освојила је 1971. експедиција предвођена америчким добровољцем корпуса мира (Пис Корпс) Крегом Андерсоном.

## Пешачење
У заштићеној зони Анапурна налазе се три главне стазе за пешачење: Џомсон Трек , за Џомсон и Муктинат, Анапурна Санктуар за Анапурна базни логор, и Анапурна Сиркуит, која кружи око Анапурна Хималаја и садржи и пут Џомсон. Место Покара почетна је тачка за све дуже стазе, те је такође добро полазно место и остале краће стазе од једног до четири дана пешачења, као за Горепани или Гандрук.
Окрук Мустанг, бивше краљевство на граници с Тибетом, такође спада у део регије Анапурна, али пешачење је подређено посебним рестрикцијама. Наиме, за пешачење је потребно издвојити таксу у износу од 50 долара дневно по трекеру.
Око две трећине свих трекера у Непалу посећују регију Анапурна. Подручје је лако приступачно с бројним смештајима, те стазе нуде изванредно разнолике пејзаже. Такође, насељеност целог подручја пружа и јединствени увид у локалну културу.